# Јевдокија Стрешнева
Јевдокија Лукјановна Стрешнева (рус. Евдоки́я Лукья́новна Стрешнёва рођена 1608, умрла 18. августа 1645. године у Москви) је била супруга Михаила I и руска царица.

## Биографија
Јевдокија Стрешнева је била ћерка Лукијана Стрешнова и Ане Константиновне. мајко јој је умрла убрзо након њеног рођења, док је отац отишао у војску. Тако је Јевгенија живела фактички као сироче, а подигли су је богати рођаци који су припадали кругу царско двора у Москви. Јевдокија се тако појавила на царску аудицију за невесту, када је умрла царева прва супруга Марија Долгорукова. Михаилу се није свидела ни једна од присутних, али под притиском родитеља изабрао је Јевдокију због лепоте, понашања и благог расположења. Његови родитељи наводно нису били задовољни избором, јер је изабрао невесту из нижег племићког ранга. Међутим, цар није променио мишљење и не због својих осећања колико због хришћанске дужности да помогне девојци. Венчање је било 5. фебруара 1626. године, а Јевдокија је по обичају проглашена за царицу три дана пре венчања.
Као царица је на двору била на удару своје свекрве, Ксеније која ју је пратила током свих званичних посета манастира и цркава и управљала њеним животом. Такође је бирала учитеље за своје унуке и преузимала њихово васпитање на себе. Јевдокија због тога никад није успела да има непосредан утицај на Цара Михаила, чак и након смрти своје свекрве. Била је под великим притиском да роди наследника све до рођена царевића Алексеја 1629. године. 1642. године Јевдокија је финансирала обнову манастира Светог Ђорђа у Мешовску. Основала је неколико добротворних установа.

## Породично стабло
|  |                               |  |  |  |  |  |  |  |  |  |  |  |  |  |  |  |
|  | Андреј Стрешнов               |  |  |  |  |  |  |  |  |  |  |  |  |  |  |  |
|  |                               |  |  |  |  |  |  |  |  |  |  |  |  |  |  |  |
|  |                               |  |  |  |  |  |  |  |  |  |  |  |  |  |  |  |
|  | Степан Андрејевич Стрешнов    |  |  |  |  |  |  |  |  |  |  |  |  |  |  |  |
|  |                               |  |  |  |  |  |  |  |  |  |  |  |  |  |  |  |
|  |                               |  |  |  |  |  |  |  |  |  |  |  |  |  |  |  |
|  | Лукијан Степанович Стрешнов   |  |  |  |  |  |  |  |  |  |  |  |  |  |  |  |
|  |                               |  |  |  |  |  |  |  |  |  |  |  |  |  |  |  |
|  |                               |  |  |  |  |  |  |  |  |  |  |  |  |  |  |  |
|  | Јевдокија Стрешнева           |  |  |  |  |  |  |  |  |  |  |  |  |  |  |  |
|  |                               |  |  |  |  |  |  |  |  |  |  |  |  |  |  |  |
|  |                               |  |  |  |  |  |  |  |  |  |  |  |  |  |  |  |
|  | Роман Александрович Волконски |  |  |  |  |  |  |  |  |  |  |  |  |  |  |  |
|  |                               |  |  |  |  |  |  |  |  |  |  |  |  |  |  |  |
|  |                               |  |  |  |  |  |  |  |  |  |  |  |  |  |  |  |
|  | Константин Волконски          |  |  |  |  |  |  |  |  |  |  |  |  |  |  |  |
|  |                               |  |  |  |  |  |  |  |  |  |  |  |  |  |  |  |
|  |                               |  |  |  |  |  |  |  |  |  |  |  |  |  |  |  |
|  | Ана Константинова Волконскаја |  |  |  |  |  |  |  |  |  |  |  |  |  |  |  |
|  |                               |  |  |  |  |  |  |  |  |  |  |  |  |  |  |  |
|  |                               |  |  |  |  |  |  |  |  |  |  |  |  |  |  |  |

## Потомство
Са Михаилом је имала десеторо деце, нека су умрла још у детињству
- Ирина (22. април 1627.-8. фебруар 1679)
- Пелагија (20. април 1628. — 25. јануар 1629)
- Алексеј I (6. мај 1629. — 29. јануар 1676)
- Ана (14. август 1631. — 27. октобар 1692)
- Марфа ( 1631. — 21. септембар 1632)
- Иван (1. јун 1633. — 10. јануар 1639)
- Софија (14. септембар 1634. — 23. април 1636)
- Татјана (5. јануар 1636. — 23. август 1706)
- Јевдокија (1637. — 10. фебруар 1637)
- Васил (1638/39. — 25. март 1639)